# Homodes vivida
Homodes vivida là một loài bướm đêm trong họ Noctuidae.